# El Temerari remolcat a dic sec
El Temerari remolcat a dic sec (en anglès:The Fighting Temeraire tugged to her Last Berth to be broken up) és un conegut quadre del pintor romàntic britànic Joseph Mallord William Turner realitzat l'any 1838. Es tracta d'un oli sobre tela que mesura 91 centímetres d'alçada per 122 centímetres d'amplada. Actualment es conserva en la National Gallery de Londres (Gran Bretanya).

## Descripció
La pintura representa una escena de la qual el propi Turner va ser testimoni el 1838: el destí final del HMS Temeraire, en el moment en què va ser remolcat des de la base de la flota, Sheerness, a la desembocadura del Tàmesi, fins al seu destí final: el desballestament.
És una obra estranya, romàntica fascinadora i repleta de significat. Sota la superfície es troba una nostàlgica reflexió sobre aquest vaixell tan antic i ferroveller, de com els dies de glòria ja han passat i el fet que fos un dels més grans símbols del poder de la Marina Real Britànica, navega rumb a la seva mort: les drassanes de la flota, on serà desarmat. L'ocàs del sol coincidint amb l'ocàs del vaixell... El quadre també suggereix una reflexió sobre la suplantació de la vellesa per la joventut així com l'enfrontament de valors entre la modernitat de la màquina de vapor -ràpida, tècnica, eficaç... però sense glòria- i la tradició ja passada de la navegació a vela -gran, gloriosa, bonica, noble-, que representada en el quadre pel Temerari es veu amb humiliació remolcada cap a la mort per una màquina de vapor.
Aquest quadre era un dels preferits de Turner. Ha estat interpretat també com una reflexió del pintor sobre la seva pròpia vellesa.

## Europeana 280
Per l'abril de 2016, la pintura El Temerari remolcat a dic sec va ser seleccionada com una de les deu obres artístiques més importants pel projecte Europeana.